# Megumi Kagurazaka
Megumi Kagurazaka (jap. 神楽坂 恵, Kagurazaka Megumi, * 28. September 1981) ist eine japanische Schauspielerin und Model.
Megumi Kagurazaka ist seit 2005 als Schauspielerin aktiv. Anfangs war sie auch für zwei Jahre als Erotikmodel tätig. Seit 2011 ist sie mit dem Regisseur Sion Sono verheiratet. Zuvor hatte sie in mehreren seiner Filme mitgespielt.

## Filmografie (Auswahl)
- 2010: 13 Assassins (十三人の刺客)
- 2011: Guilty of Romance (恋の罪)
- 2011: Himizu (ヒミズ)
- 2015: The Whispering Star (ひそひそ星)
- 2017: Tokyo Vampire Hotel (東京ヴァンパイアホテル)